# 落陽 (映画)
『落陽』（らくよう）は、1992年に公開された日本映画。
原作は伴野朗の小説『落陽　曠野に燃ゆ』であり、原作者の伴野自身が監督している。にっかつ創立80周年記念作品である。ビデオタイトルは『落陽〜THE SETTING SUN』。

## 概要
中国大陸での大規模ロケーション撮影も駆使した製作費50億円の超大作であり、にっかつ創立80周年の記念すべき作品であったが、それだけの超大作の監督を、映画経験のない小説家の伴野朗に託したことが話題となった。プロデューサーの藤浦敦は、2014年の「映画秘宝」誌連載聞き書きで、当初から事実上の監督は自分であり、ダミーとして何の権限も与えられなかった伴野は途中から現場に出てこなくなったと語っている。
興行的には50億円の制作費に対して、配給収入が5億円であった。

## ストーリー
不祥事によって関東軍を追われた元将校賀屋達馬に、石原完爾より満州国建設のための資金調達の命が下された。馬賊の女首領となった昔の恋人張蓮紅との出会い、日本軍の思惑、阿片密売組織の暗躍を絡めながら、賀屋は満州国に夢を託するのだが…。

## キャスト
- 賀屋達馬：加藤雅也
- 張蓮紅（馬賊の女首領）：ダイアン・レイン
- 杜月笙（秘密結社「青幇」の首領）：ユン・ピョウ
- ジョン・ウィリアムス（英国の悪徳商人）：ドナルド・サザーランド
- 劉宗仁：中村梅之助
- 間宮精一郎（満州鉄道調査部）：中村梅雀
- 山見剛（満州鉄道調査部）：室田日出男
- 山見三枝子（山見剛の妻）：星野知子
- 竜（八路軍将校）：松浦豊和
- 石原完爾：嵐圭史
- 劉立教：尾藤イサオ
- 劉小英：小牧ユカ
- 李梅（張蓮紅の腹心）：汀夏子
- 尹 （杜月笙の側近）：ナンシー・ラルマン
- 唐紹儀：金田龍之介
- 土門正吾：にしきのあきら
- 高田大尉：新藤栄作
- 満鉄・人事部長：川地民夫
- 青空床屋：立川談志
- 大連の狙撃者：鈴木礼之介
- 棍棒の男：内藤陳
- 胡子高（張学良将軍高級参謀）：大林丈史
- 金時山：鈴々舎馬風
- 段毅（ハイラルの首領）：宍戸錠
- 康平：黒田アーサー
- 長城の密売人・孫：星セント
- 汪兆銘：小島三児
- 呂（土門の部下・ナイフの男）：澤田謙也
- 馬（弁髪の馬賊・張蓮紅の配下）：砂塚秀夫
- 田中（玉井の部下）：岡崎二朗
- 山下奉文大将：水野晴郎
- 山下大将の妻：根岸明美
- 「キャッツアイ」の女性歌手：桐島かれん
- 女手品師：松旭斎ちどり
- 辻音楽師：灘康次とモダンカンカン
- 満鉄総裁：芦田伸介
- 曽三山（元中華民国政府最高顧問）：島田正吾
- 山城太助（日本軍特務機関大尉）：田村高廣
- ナレーション：江守徹

- 西田和昭、団鬼六、渡辺哲、キラー・カーン、キャプテン・ジョージ、吉原緑里、牛原千恵、山下真智子、中村鶴蔵、志村智雄、岡田臣也、永久保一男、立川談春、立川左談次、桂文字助、高崎隆二、中川みず穂　ほか

## スタッフ
- 原作・監督：伴野朗
- 音楽監督：モーリス・ジャール
- 主題歌：エラ・フィッツジェラルド「THE SETTING SUN」
- 脚本：藤浦敦、根本哲史
- 製作総指揮：根本悌二
- 総合プロデューサー・総監修：藤浦敦
- 製作者：若松正雄
- プロデューサー：伊藤信太郎、谷口公浩
- キャスティング・プロデューサー：大畑信政
- 共同キャスティング・プロデューサー：リー・フォークナー
- 助監督：工藤雅典、鬼頭理三
- 監督補佐：伊藤信太郎、根本哲史
- 監督補：寄田勝也
- 撮影監督：山崎善弘
- アクション監督：伊奈貫太
- 共同アクション監督：ユン・ピョウ
- アクション・コーディネーター：シャオ・ハイ
- 技斗補：深作覚、辻井啓嗣
- 字幕：戸田奈津子
- 音響効果：斉藤昌利（東洋音響カモメ）
- 現像：IMAGICA
- 特殊メイク：メイクアップディメンションズ
- MA：にっかつスタジオセンター
- 特殊効果：太平特殊効果
- カースタント：スーパードライバーズ
- 車輌：マエダオート
- 協力：前進座
- 製作協力：インターメディア、P・G・I
- 宣伝協力：水野晴郎事務所、ウィズダム
- 中国サイド製作協力：中国電影合作制片公司、中央電影公司製片廠
- 提携：「落陽」映像文化機構
- 製作：にっかつ撮影所
- 配給：にっかつ、東映

## 製作

### 製作まで
本作は総合プロデューサー・総監修・脚本としてクレジットされている藤浦敦が「実は何から何まで自身がやった」と述べている。1988年頃、にっかつの社長だった根本悌二が企画したとされているが、当時は根本の名前を出さないと企画は通らなかった。副社長の若松正雄を中心とした一般映画路線「ロッポニカ」も不振に終わり、根本が藤浦に助力を求め、「自分の企画を黙って受け入れるか」と承諾させてプロデューサーを務めた『徳川の女帝 大奥』が大ヒットした。これを受けて製作されたのが本作だという。藤浦はにっかつの株を40％所有しており、当時は時価100億円だった。藤浦はにっかつの社長になるつもりでいたが、根本が「社長は若松にしてくれ、アニさんは撮れりゃいいんだろ」と言うので、重役以上の待遇と『落陽』の製作にあたり、根本も若松も口を出さないという条件を飲ませて総合プロデューサー・総監修・脚本として名を連ねることになったと話している。監督をやらなかったのは総合プロデューサーと一緒にできないためで、文句を言わない、全部自分のいうことを聞く人をあたり、昵懇だった立川談志の取り巻きだった伴野朗を監督に据えた。朝日新聞の記者だった伴野は監督としての仕事は当然何も出来ないから、最初のうちは現場に来たが、途中で藤浦が監督料を余計に1000万円払い「余計なことを言ったら殺す」と脅し、途中から来なくなって藤浦が監督もやったという。　　

### 企画
軍人になるつもりだった藤浦が満州事変が好きで伴野原作の本作の映画化を企画として出した。藤浦としてはにっかつが潰れる前に自分の持ち株分の映画を作りたいという思いであった。　　

### 製作費
最初は8億円だったが、撮影が進むにつれて予算が膨らんだ。超過分は藤浦が株をカタに色々な所から金を工面した。　　

### キャスティング
主役はジョン・ローンを予定し直接会って交渉したが断られた。ダイアン・レインと加藤雅也が当時仲が良かったこと、英語が話せることと、加藤が1989年の『226』でも将校役をやっていたことからのキャスティング。ダイアン・レイン、ユン・ピョウ、ドナルド・サザーランドといった国際的スターの他、豪華なキャスティングはバブル期だから可能だった。水野晴郎は山下奉文に風貌が似ていることからシャレでのキャスティングだが、本作に乗り気でないにっかつの宣伝部が配給の東映に宣伝も丸投げしようとしたため、それは困ると水野に宣伝プロデューサーも頼んだ。水野は本作が切っ掛けで山下奉文を演じること（例・『シベリア超特急』シリーズ）がライフワークになった。立川談志は藤浦映画の常連だが、「アニさん私は今までポルノ映画に5万、10万円で出てました。不足分返して下さい」と言われ渋々100万円払った。
　　　

## 配給
藤浦は松竹と関係が深いため、松竹に配給を頼むと藤浦が更に配給宣伝も牛耳られてしまうことを恐れた若松正雄が藤浦が嫌いな東映に話を持っていった。すると岡田茂東映社長が大きな面してふんぞり返っているので、「待ってくれ茂クン、ちょっと態度が違うんじゃないですか。俺は一介のプロデューサーだけどアンタと五分と五分で話に来てるんだ」と藤浦が言ったら、岡田が「キミ、茂クンとは失礼だな」と言うので「俺はにっかつの人間だ、しかも根本（社長）より俺の方が偉い。根本の兄貴分で大株主なんだ。だいいちアンタが大川博のかばん持ちをやって俺の親父のところへ挨拶に来てるの脇で見てるんだ。大きな顔しない方がいいよ。五島慶太さんとウチの親父は親友だ。大川が来たら必ず俺に『若旦那、ごきげんよう』って挨拶して帰ったのに、何も言わないで帰ったのはアンタだけだ。あとで親父と東大卒のバカはしょうがないねと言ってたんだ」と言い返した。配給の話はこれで潰れたと思ったら、岡田の側近の高岩淡と鈴木常承が飛んで来て「社長、相手が悪いです」と収めて東映での配給が決まった。岡田たちにとって五島慶太は神様であった。　　

## 興行成績
藤浦は、東映からは興行は10週間と話がきていたが、にっかつの若い重役らが大ヒットでもして藤浦の人気が高まると困るので若松正雄が5週間にした、1週で1億円で5週で5億円の大ヒットで、劇場自体は儲かったと述べている。

## 逸話

### 藤浦の主張
製作費50億円に対して配給収入が5億円なので当然赤字である。しかし藤浦は「50億円は全部自分がにっかつの株を売って出したもので損をしたのは自分だけで、にっかつに損はさせていない。本作の失敗はにっかつの倒産とは無関係で、根本社長と若松副社長がゴルフ場開発事業をやったり、ホテル経営や衛星放送通信事業などが上手くいかなかったのが原因で、一部の重役が自分の失敗を『落陽』におっかぶせたもの。潰れるのは当然と思っていたから、自分の株が紙くずになる前に使っただけ」などと主張している。『落陽』公開から半年後の1993年春に、にっかつの経営危機がマスメディアに報じられ、1993年7月1日、にっかつは東京地裁に会社更生法適用を申請する。その後は藤浦に映画製作の依頼もあったが、「あのとき50億使っちゃった人か」と言われ、映画製作はもう出来なくなったという。